# انقلاب 2005 في موريتانيا
وقع الانقلاب الموريتاني 2005 في 3 أغسطس. إن الديكتاتور الطويل الأمد معاوية ولد سيد أحمد الطايع أطاح به الجيش الموريتاني وحل محله المجلس العسكري للعدالة والديمقراطية بينما كان الطايع في المملكة العربية السعودية يحضر جنازة الملك فهد بن عبد العزيز آل سعود. وتقرر إجراء استفتاء دستوري، وإجراء انتخابات برلمانية ورئاسية، وتعهد قادة الانقلاب بعدم الترشح للانتخابات. وانتهت الحكومة العسكرية بإجراء الانتخابات الرئاسية في 11 مارس 2007.

## خلفية
كان الطايع قد حكم موريتانيا منذ توليه السلطة من محمد خونه ولد هيداله في انقلاب غير دموي. وشهدت موريتانيا أيضا محاولات انقلاب في يونيو 2003 وأغسطس 2004. كانت محاولة عام 2003 يقودها صالح ولد حننا، ويُزعم أن محاولة أغسطس 2004 قادها ضباط الجيش من مجموعة حننا الإثنية. وشملت أسباب الانقلاب مواءمة الطايع مع الولايات المتحدة وكونها واحدة من ثلاث دول عربية فقط التي أقامت علاقات دبلوماسية رسمية مع دولة إسرائيل. كما كان الدافع وراء الانقلاب هو المعارضة لقمع أحزاب المعارضة من قبل الطايع وتطهيراته العسكرية العرضية.

## تفاصيل الانقلاب
بينما كان الطايع يحضر جنازة آل سعود، قام أعضاء الحرس الرئاسي بتطويق القصر الرئاسي وغيره من الوزارات الهامة. وقد سمعت أصوات طلقات نارية في جميع أنحاء العاصمة، مما أدى إلى إخلاء شوارع نواكشوط. كما تولى قادة الانقلاب السيطرة على المحطات الإذاعية والتلفزيونية الحكومية. في رسالة رسمية على شاشة التلفزيون الموريتاني أعلن قادة الانقلاب: «إن القوات المسلحة وقوات الأمن قررت بالاجماع وضع حد للممارسات الشمولية في السنوات الأخيرة من النظام البائد الذي عانى شعبنا بموجبه إلى حد كبير في السنوات القليلة الماضية».

## رد الفعل الدولي
على الصعيد المحلي، كان للانقلاب دعم واسع النطاق من السكان الذين كان كثير منهم يطلقون أبواق سيارتهم دعما له. أعرب الاتحاد الأفريقي عن قلقه وأدان جميع عمليات الاستيلاء على السلطة. وكان الأمين العام للأمم المتحدة كوفي عنان «مضطربا للغاية»، وقال إنه يريد حل النزاع سلميا. وشجب رئيس نيجيريا آنذاك، أولوسيغون أوباسانجو، الانقلاب، قائلا: «لقد مرت منذ زمن طويل أيام التسامح مع الحكم العسكري في منطقتنا دون الإقليمية أو في أي مكان آخر».

## بعد
كان الطايع على متن الطائرة عائدا إلى موريتانيا عندما وقع الانقلاب، مما أجبره على الهبوط في النيجر. وفي النهاية، ذهب إلى قطر ويعمل الآن كمدرس في مدرسة عسكرية في قطر.
بعد الانقلاب، دعا الاتحاد الأفريقي لاستعادة «النظام الدستوري» في موريتانيا وعلق انضمام هذا البلد إلى الاتحاد الأفريقي. انتهت الحكومة العسكرية الموريتانية بعد إجراء انتخابات رئاسية عادلة في عام 2007، انتخب فيها سيدي محمد ولد الشيخ عبد الله. أعيدت عضوية موريتانيا في الاتحاد الأفريقي في أعقاب انتخابات عام 2007. ومع ذلك، وبعد أن تبين أن عبد الله قد فتح قنوات اتصال مع المتشددين الإسلاميين الذين يعتقد أنهم مرتبطون بالقاعدة، واستخدم أموالا عامة لبناء مسجد في القصر، فقد أطيح به في عام 2008 بقيادة أعضاء من انقلاب عام 2005، مما أدى إلى تعليق موريتانيا مرة أخرى من الاتحاد الأفريقي.